# کامنکا ۵۳۸۵
سیارک ۵۳۸۵ (به انگلیسی: 5385 Kamenka، نامگذاری:1975TS3) پنج هزار و سیصد و هشتاد و پنجمین سیارک کشف شده‌است که در ۳ اکتبر ۱۹۷۵ کشف شد.
قدر مطلق سیارک برابر ۱۲٫۲۰ است.